# Marco (historietista)
José Luis Marco Gracia, que firmaba simplemente como Marco o con el seudónimo Epi, fue un historietista e ilustrador español, nacido en Barcelona en 1958.

## Biografía
Marco se dio a conocer a mediados de los años ochenta del siglo XX en las Jornadas Culturales del Cómic de Zaragoza, mediante el fanzine "TVO". En 1986 empezó a publicar su primera serie profesional, Torpón de los Monos,  en la revista "Garibolo" de Compañía General de Ediciones S.A.
Pasó luego a Ediciones B, en cuya revista Mortadelo creó las series Porrambo y Jarry Jarrón, parodias de Rambo y el género negro respectivamente. También para los números 101 a 175 de la revista Guai! realizó Radio Guai! F.M.
Simultáneamente, y con el seudónimo Epi, realizó varios cómic eróticos para la colección de álbumes de la editorial Iru.

## Obra
- 1986 Torpón de los Monos en "Garibolo" (Compañía General de Ediciones)
- 1987 Porrambo en "Mortadelo" (Ediciones B)
- 1989 Jarry Jarrón en "Mortadelo" (Ediciones B)
- 1989 Radio Guai! F.M. en "Guai!" (Ediciones B)
- 1989 Canal privado (Editorial Iru)
- 1990 Las desventuras sexuales del dibujante Perales (Editorial Iru)
- 1993 Páginas pecaminosas (Editorial Iru)
- 1993 La sexy historia tenebrosa de vampiros (Editorial Iru)[1]